# 悳俊彦
悳 俊彦（いさお としひこ、1935年 - ）は、日本の洋画家、浮世絵研究家（国際浮世絵学会会員）。浮世絵研究ではとりわけ、歌川国芳の研究において定評がある。

## 経歴
1935年、東京に生まれる。高校時代より細島昇一に就き絵を学ぶ。1953年、示現会及び日本水彩画会初入選（高校在学中）、以後毎年出品後、示現会退会。1958年、武蔵野美術学校洋画科卒。1960年、サエグサ画廊にて三人展。1961年、無土画廊にて初個展。1964年、国際青年美術家展入選。一陽会・光風会展等に入選。1970-74年、日本橋画廊にて二人展及び個展。1978年、悳俊彦画集出版（形象社）。1981年、テレビ朝日「徹子の部屋」に出演、武蔵野風景を紹介。1982年、カラー・グラフィック明治の古典（学研）の内「独歩の武蔵野」に作品収録。1983年、風土会に入会、以後毎年セントラル美術館にて作品発表。1987年、画廊轍個展。日本テレビ「ぶらりにっぽん」にて武蔵野風景を紹介。1989年、画廊轍個展。1991年、画廊轍個展。2002年、スルガ台画廊（銀座）個展。2004年、あかね画廊（銀座）水彩展（武蔵野讃）。画廊轍個展。現在、風土会会員。

### 談話
『私は滅びゆく武蔵野を描き続けており、すでに半世紀になろうとしています。開発で急激に消えてゆく武蔵野を、記録として残したいという思いと同時に、絵画としても秀れた不変的な作品を目標に、それは困難な道であることを承知の上で、今後も描き続けてゆきたいと思っています。』

## 画家としての著書
- 『悳俊彦画集』 形象社、1978

## 浮世絵に関する著書
- 『国芳妖怪百景』（須永朝彦と共著） 国書刊行会、1995.5、ISBN 978-4336041395
- 『芳年妖怪百景』 国書刊行会、2001.8、ISBN 978-4336042026
- 『幕末の修羅絵師国芳』 （橋本治、林美一と共著） 新潮社　1995.7、ISBN 978-4106020391
- 『国芳の狂画』 （稲垣進一と共著） 東京書籍、1991.10、ISBN 978-4487752720
- 『月岡芳年の世界』 東京書籍、1993.1、ISBN 978-4835445342
- 『もっと知りたい歌川国芳  生涯と作品』　東京美術　2008.3
- 『国芳の武者絵』（稲垣進一と共著）　東京書籍　2013.9
- 『江戸猫　浮世絵猫づくし』（稲垣進一と共著）　東京書籍　2010.5

## 展覧会
- 国芳イズム―歌川国芳とその系脈　武蔵野の洋画家 悳俊彦コレクション（2016年2月19日 - 4月10日、練馬区立美術館）